# Közönséges rákvirág
A közönséges rákvirág vagy örökzöld rákvirág (Aglaonema commutatum) az egyszikűek (Liliopsida) osztályának hídőrvirágúak (Alismatales) rendjébe, ezen belül a kontyvirágfélék (Araceae) családjába tartozó faj.

## Előfordulása
A közönséges rákvirág eredeti előfordulási területe a Fülöp-szigetek és az indonéziai Celebesz. Azonban betelepítették Bangladesbe, a Brit Indiai-óceáni Területekre, a Cook-szigetekre, Kubába, Puerto Ricóba, Trinidad és Tobagóba, valamint Venezuela szigeteire. Manapság számos helyen tartják szobanövényként, továbbá a botanikus kertek dísze is.

## Változata
- Aglaonema commutatum var. commutatum - a Luzon szigetről

## Képek

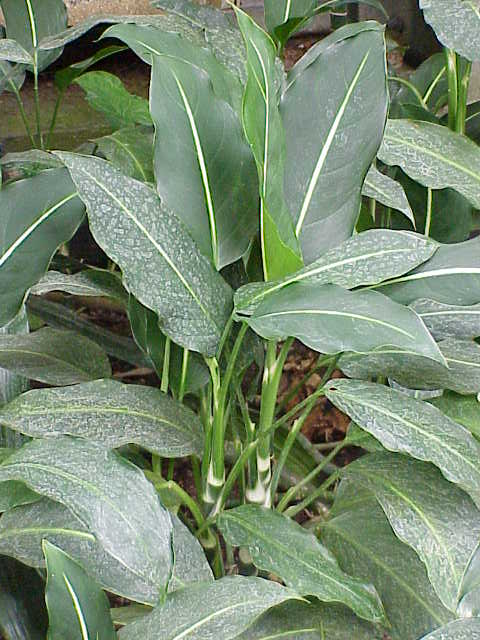
Az eredeti alakja
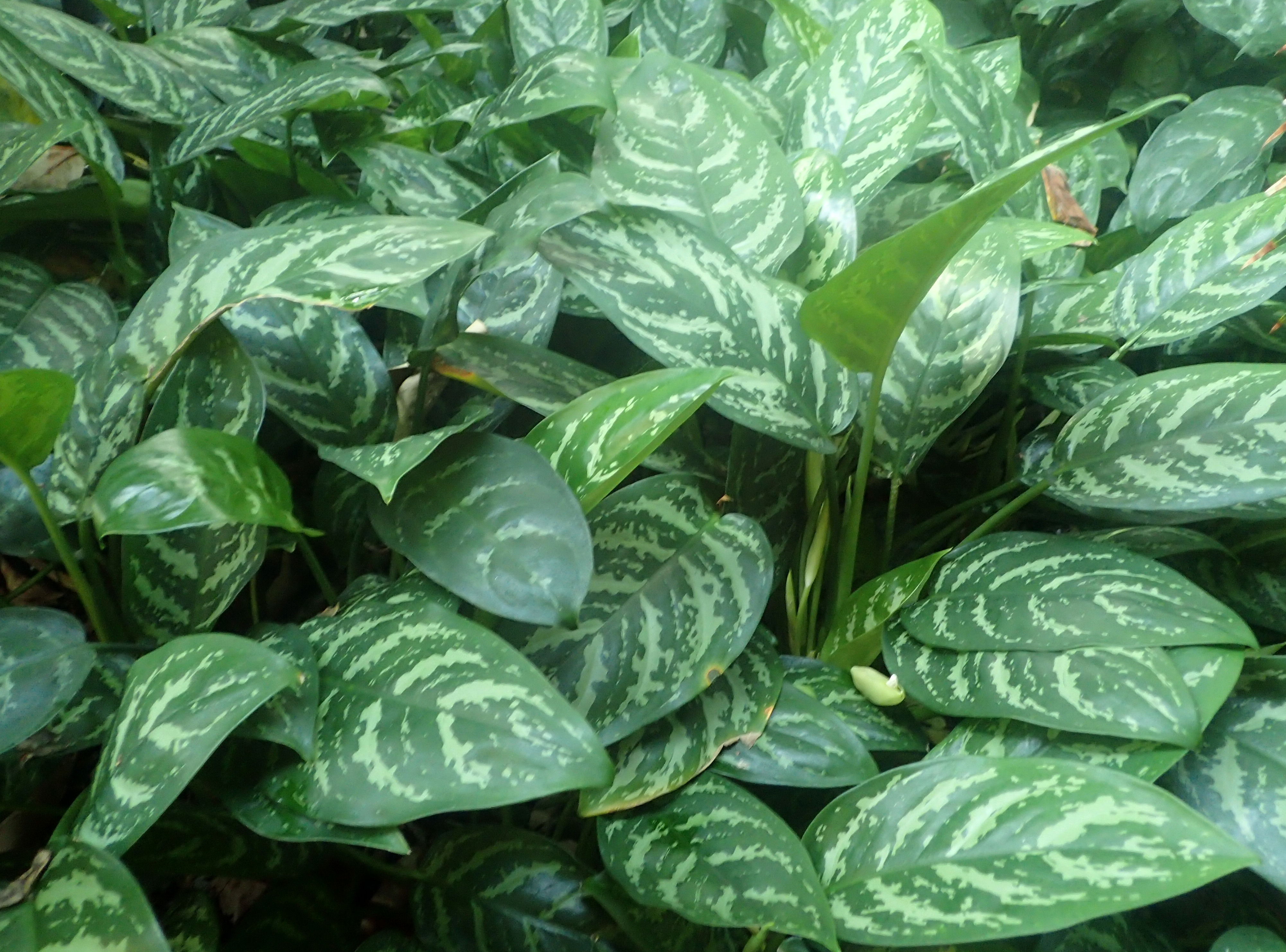
Termesztett
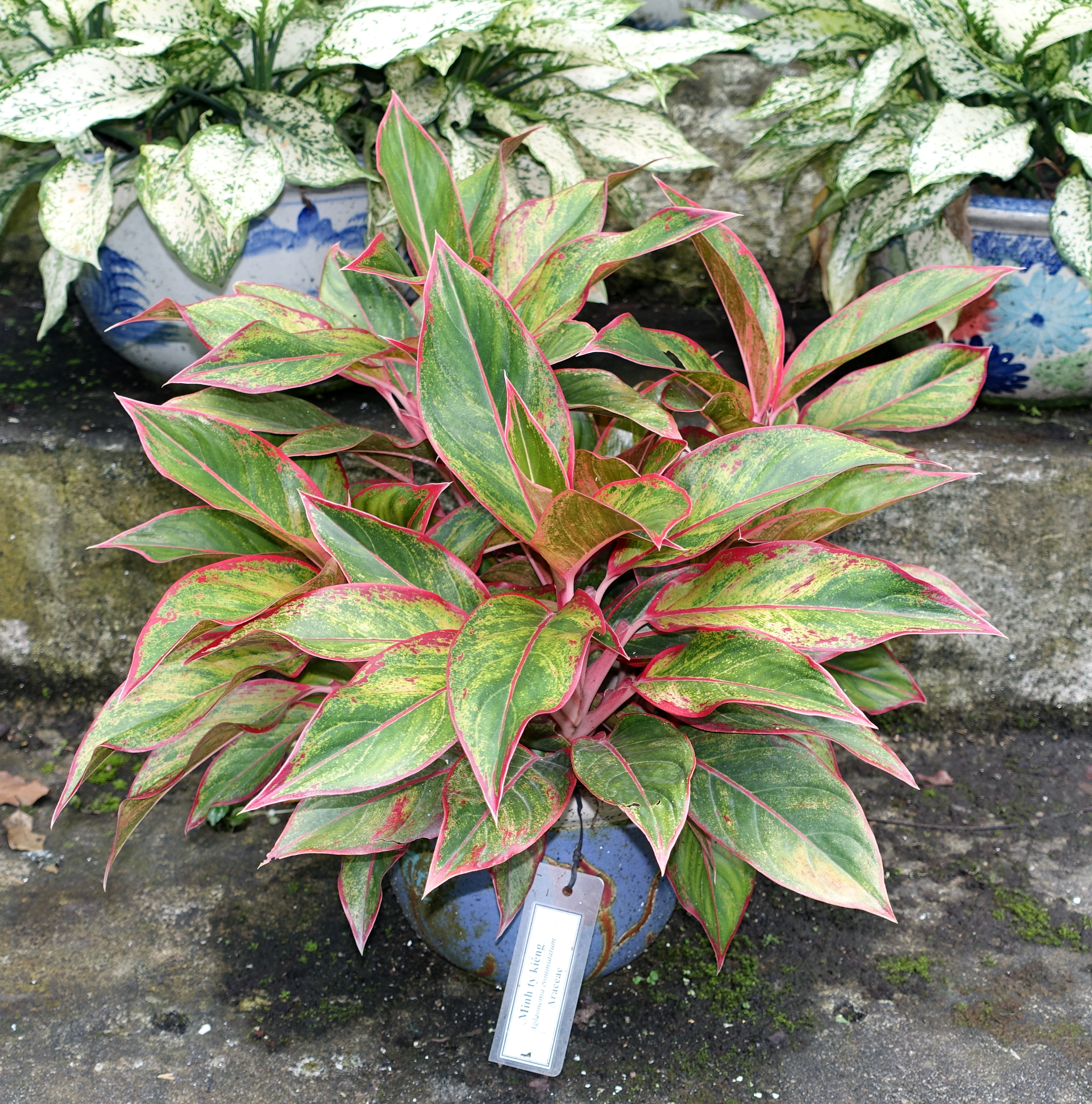
változatok
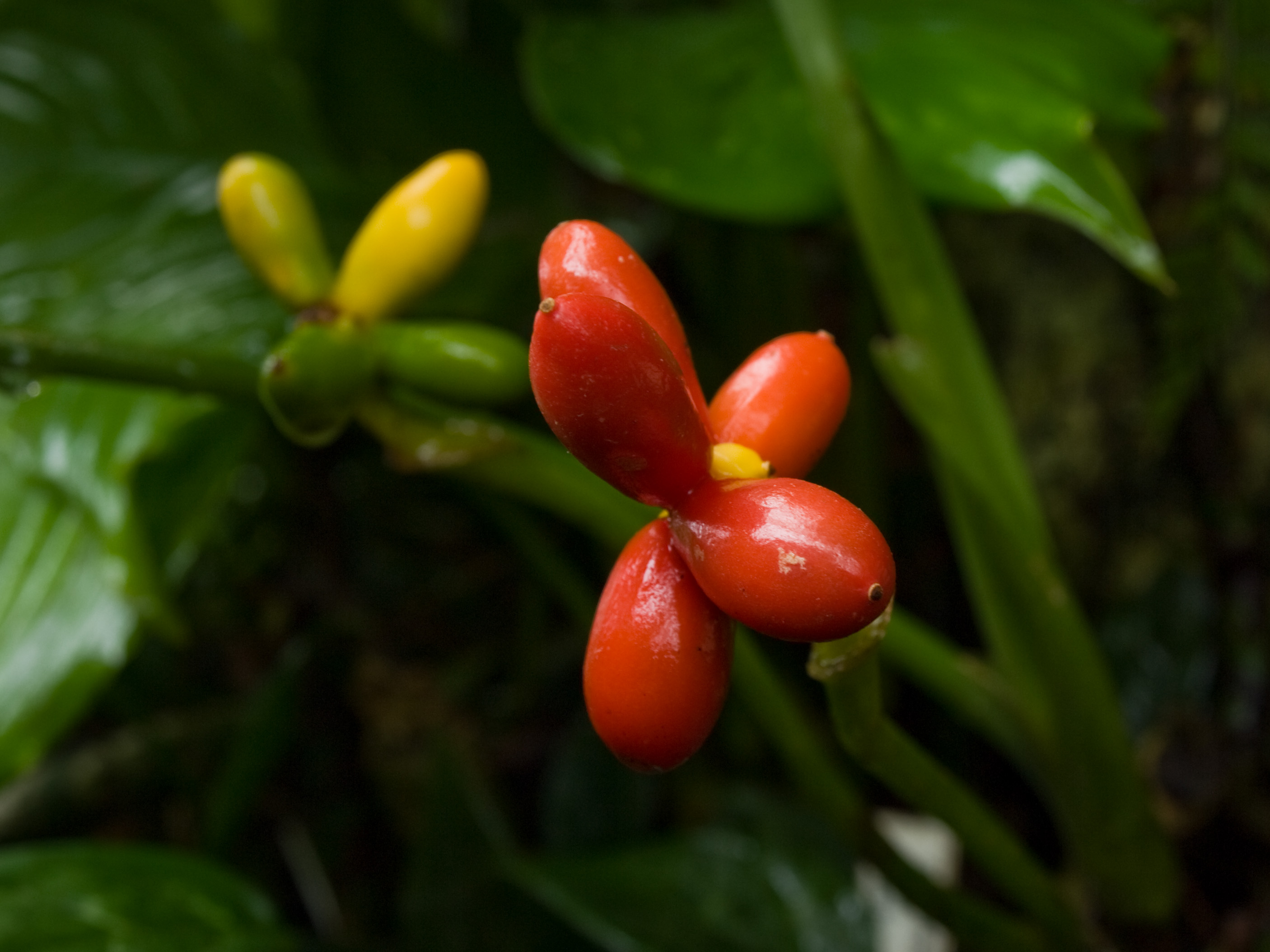
Termései
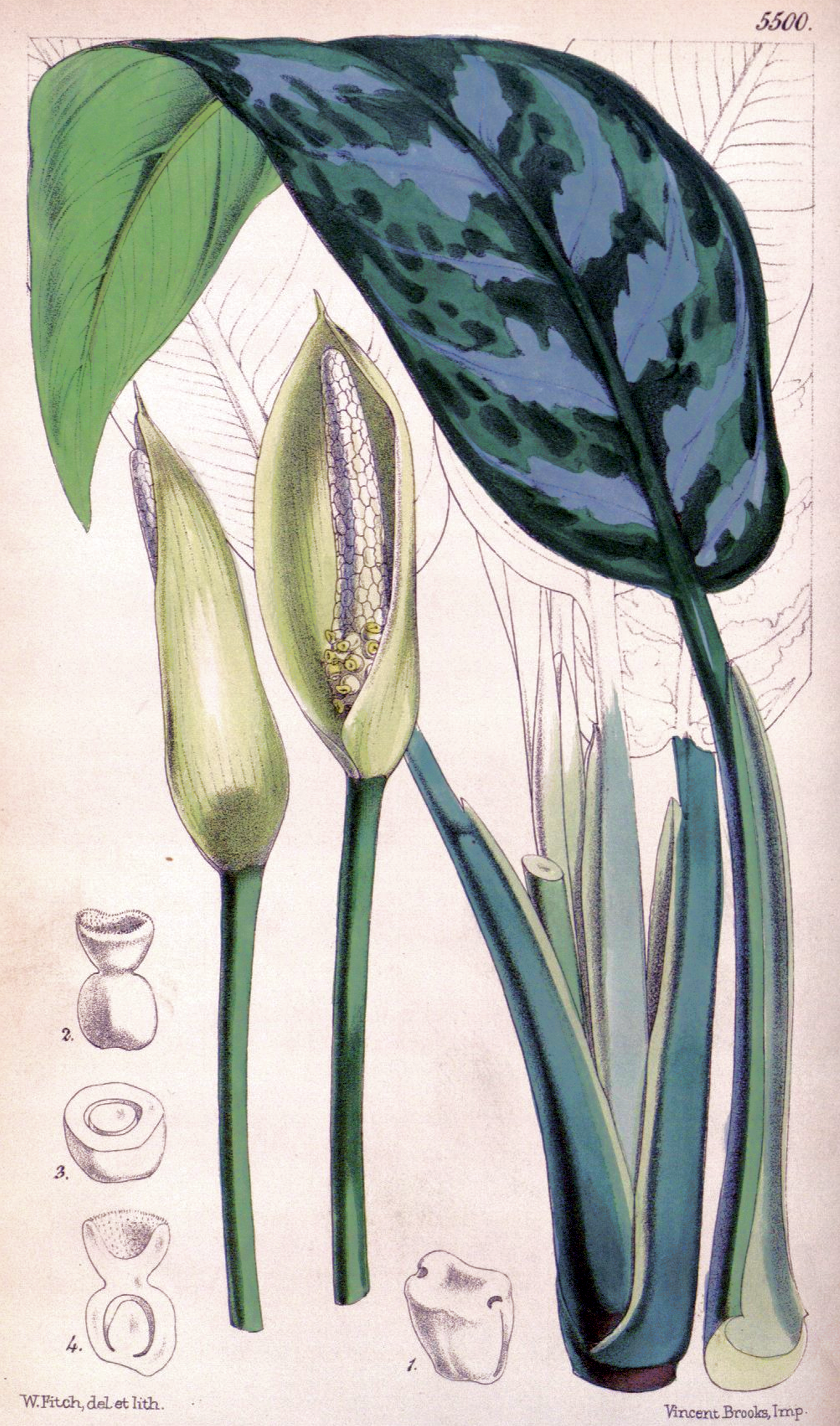
Régi rajz a növény részeiről